# Peñaparda
Peñaparda és un municipi de la província de Salamanca a la comunitat autònoma de Castella i Lleó. Limita al Nord amb Fuenteguinaldo i Robleda, a l'Est amb Villasrubias, al Sud amb Santibáñez el Alto i Gata i a l'Oest amb El Payo.

## Demografia
| 1991 | 1996 | 2001 | 2004 |
| ---- | ---- | ---- | ---- |
| 543  | 513  | 456  | 442  |